# Chứng nghiện rượu

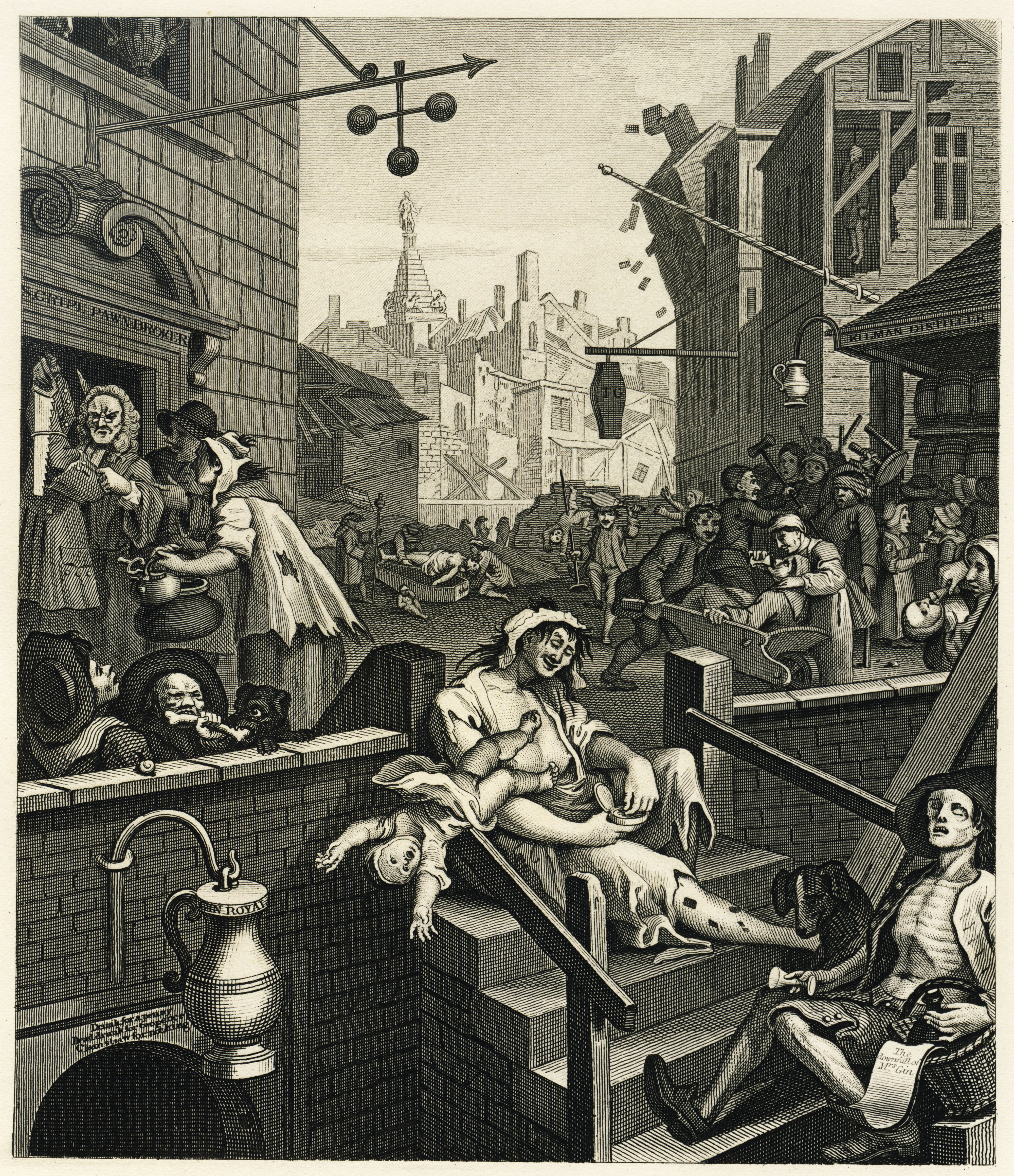
Tranh vẽ về một phụ nữ nghiện rượu

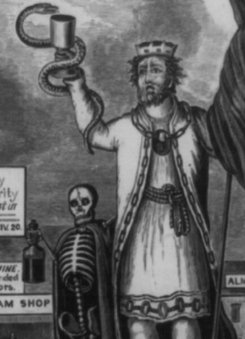
"Vua rượu" và "thừa tướng" của vua rượu (khoảng năm 1820)

Chứng nghiện rượu hay còn gọi là nghiện rượu hay nát rượu là một bệnh nghiện mãn tính. Bảng phân loại bệnh quốc tế ICD-10 liệt chứng nghiện rượu vào loại "rối loạn hành vi và tâm thần do sử dụng các chất tác động tâm thần". Chất gây ra là rượu, chính xác hơn là êtanol hình thành khi lên men rượu.
Chứng nghiện rượu có thể bắt đầu ngay khi uống đều đặn một lượng nhỏ. Không phải lúc nào người nghiện rượu cũng ở trong trạng thái say sưa. Chứng nghiện rượu diễn tiến một cách tương đối chậm chạp và khó nhận thấy. Những người mang chứng bệnh này thường không ý thức được tính nghiêm trọng của chứng bệnh. Uống quá nhiều rượu là nguyên nhân gây ra các bệnh cơ thể và tâm thần trầm trọng và lâu dài khác (xơ gan, nhồi máu cơ tim, mất trí nhớ...).
Vì tiềm năng gây nghiện của rượu rất lớn nên khả năng điều trị duy nhất là từ bỏ một cách triệt để các thức uống, món ăn hay thuốc uống có cồn. Để đạt đến mục đích này các biện pháp điều trị tâm lý là không thể bỏ qua được.

## Nguyên nhân

### Nguyên nhân cá nhân
Nguyên nhân chính của chứng bệnh dường như nằm trong diễn biến về tâm lý xã hội. Rượu – nói chung là các chất gây nghiện – thường được dùng để làm giảm bớt căng thẳng nội tâm. Những căng thẳng này xuất hiện khi các tự nhận thức của một con người (thí dụ như rất là đàn ông hay rất là thành công) bị đe dọa bởi những kinh nghiệm trái ngược lại trong thực tế. Việc dùng các chất gây nghiện vì thế hay được quan sát thấy ở những người thuộc về típ quá tự yêu mình (tiếng Anh: narcissism).
Thế nhưng các khác biệt khác có nguyên nhân từ di truyền cũng đang được thảo luận, thí dụ như việc phân hủy rượu trong cơ thể hay trao đổi các chất dẫn truyền thần kinh (neurotransmitter). Về nguyên tắc, cũng như ở nhiều chứng bệnh tâm lý, người ta cho rằng việc hình thành chứng bệnh này có nhiều yếu tố và cũng phụ thuộc vào tính dễ bị tổn thương về tâm lý của từng người.
Các yếu tố di truyền đóng một vai trò quyết định trong nhiều trường hợp. Rất nhiều người nghiện rượu đã hoặc đang có người nghiện trong gia đình. Thế nhưng các nhà khoa học và bác sĩ vẫn chưa kết luận được là việc nghiện trong những trường hợp này thật sự là được di truyền lại hay chỉ là bắt chước. Qua một số nghiên cứu (thí dụ như ở những người sinh đôi) người ta phỏng đoán là rất có thể có khả năng di truyền của tiềm năng nghiện.
Các thiếu hụt của một bệnh nhân nghiện rượu thường được người chung sống gánh vác hay bù đắp. Từ những giúp đỡ này người chung sống thường nhận được tán thưởng từ xã hội hay những người khác và vì thế có thể tự đánh giá mình cao hơn. Những người chung sống lâm vào cơ chế này được gọi là người cùng lệ thuộc (codependence).

### Nguyên nhân xã hội
Rượu trong nhiều nền văn hóa là một chất gây nghiện được xã hội công nhận, có thể dễ dàng kiếm được và rẻ tiền và ngay trong một số trường hợp việc uống rượu được dự kiến trước. Trong nhiều dân tộc rượu đã hoàn toàn đi vào đời sống hằng ngày. Những người đàn ông có tửu lượng cao thường được xem là có tính khí đàn ông, đáng khâm phục và từng trải. Việc này gây rất nhiều khó khăn cho các thảo luận về vấn đề này và khuyến khích cho việc lạm dụng rượu cũng như nghiện rượu.

## Mức độ phổ biến

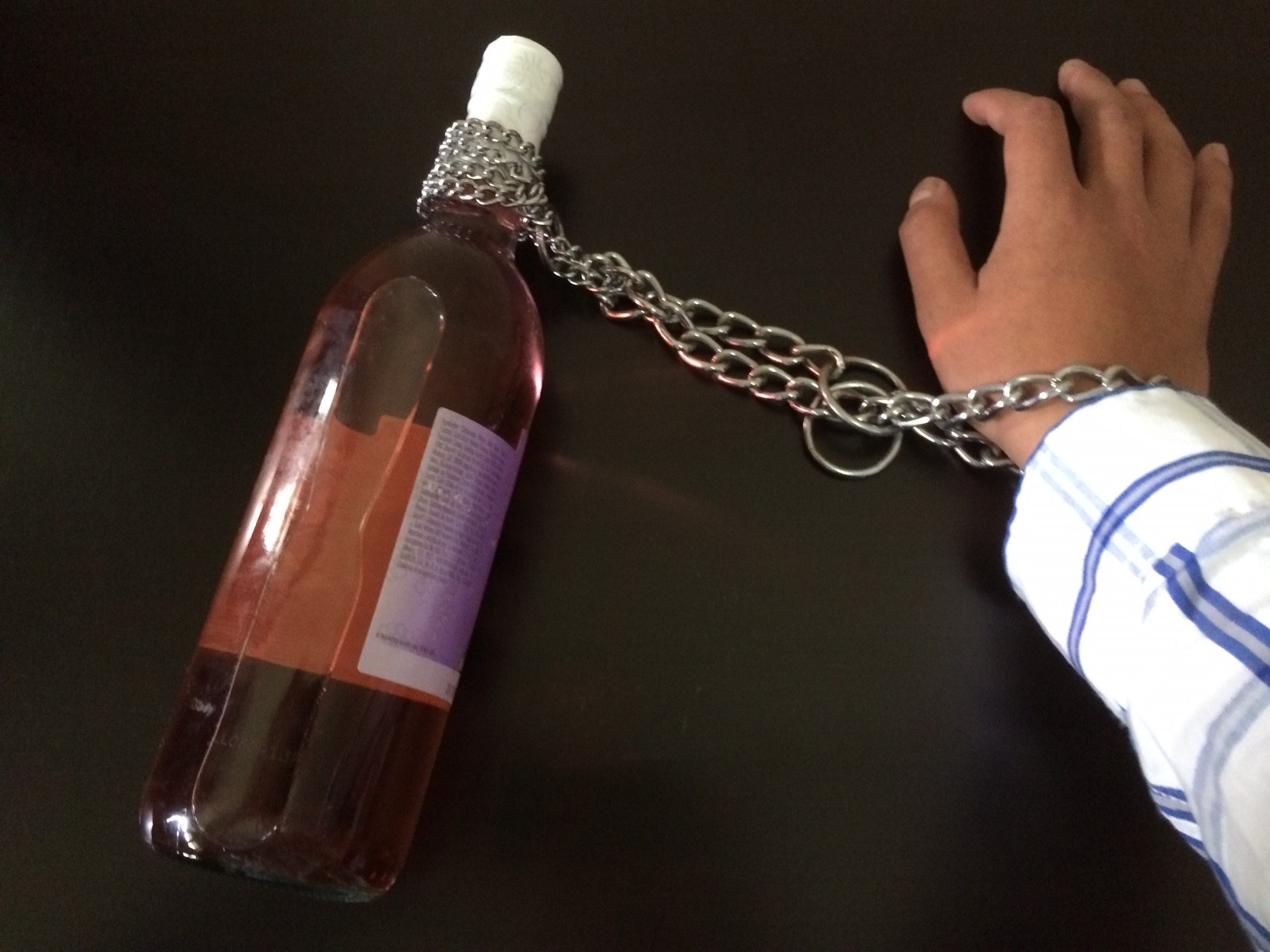

Sự phổ biến cũng như các hậu quả của chứng nghiện rượu thường được coi nhẹ. Theo đánh giá mới đây, ở Đức có 4,3 triệu người nghiện rượu, trong đó 30% là phụ nữ. Thêm vào đó là khoảng 5 triệu người uống rượu ở mức độ nguy hiểm (có thể nghiện). Tổng cục Thống kê Đức đã ghi nhận trong năm 2000 có 16.000 người chết vì uống rượu, trong số đó có 9.550 trường hợp chết là do xơ gan. 
Thậm chí vào năm 2004 thanh tra về các chất gây nghiện của chính phủ liên bang (Drogenbeauftragte der Bundesregierung) đã báo cáo có 40.000 trường hợp chết tại Đức mà hậu quả là do uống quá nhiều rượu, trong số đó 17.000 người là do xơ gan. Thêm vào đó là hằng năm có vào khoảng 2.200 trẻ sinh ra có khuyết tật vì người mẹ lạm dụng rượu. Ngoài ra còn dự đoán là khoảng 250.000 thanh thiếu niên và những người trưởng thành còn trẻ tuổi có nguy hiểm nghiện rượu hay đã nghiện rượu. Người nghiện rượu có trong mọi tầng lớp của xã hội. Đặc biệt là không ít người nghiện rượu trẻ tuổi là từ các tầng lớp trên. Những người này thường là thiếu thốn tình cảm của cha mẹ luôn luôn bận bịu.

## Hậu quả xã hội
Phí tổn cho các hậu quả của chứng nghiện rượu là rất lớn, vì bên cạnh gánh nặng của hệ thống y tế là các phí tổn gián tiếp như mất năng suất kinh tế quốc dân vì mất khả năng lao động và hưu non, các phí tổn do tai nạn giao thông có nguyên nhân là rượu, tội phạm và tỷ lệ ly dị cao của những người nghiện rượu. Trung tâm Đức về các hiểm nguy từ nghiện (Deutsche Hauptstelle für Suchtgefahren) dự tính thiệt hại cho nền kinh tế quốc dân hằng năm là 20 tỉ euro, các dự tính khác ở trong khoảng từ 15 đến 40 tỉ euro. Đối lại, thu nhập của nhà nước từ thuế rượu trong thời gian này là hơn 3,5 tỉ euro một ít. Doanh số của công nghiệp rượu ở Đức nằm không đổi ở mức giữa 15 đến 17 tỉ euro với 85.000 lao động.
Bên cạnh những phí tổn về vật chất này tất nhiên là phải tính đến những mất mát về tình cảm do phải chịu đựng các hậu quả của chứng nghiện rượu.

## Diễn tiến và biểu hiện

### Diễn tiến chứng bệnh
Bác sĩ người Mỹ E. M. Jellinek đã đưa ra vào năm 1951 một mô hình về diễn biến của chứng nghiện rượu mà vẫn còn phổ biến cho đến ngày nay. Ông phân biệt thành 4 giai đoạn:

#### Giai đoạn triệu chứng
Việc bắt đầu uống các loại đồ uống có chứa cồn bao giờ cũng có động cơ xã hội. Ngược với những người uống bình thường, người mà sau này sẽ trở thành nghiện rượu có "cảm giác nhẹ nhõm thỏa mãn". Đó hoặc là vì các căng thẳng nội tâm lớn thêm, hoặc là người này, ngược lại với những người khác, đã không học được cách đối phó với các căng thẳng nội tâm này. Lúc đầu người uống rượu cho rằng nổi nhẹ nhõm này xuất phát từ tình huống chứ không phải là do uống rượu và "tìm đến các cơ hội" mà qua đó nhân tiện cũng có uống rượu.
Trong thời gian từ nhiều tháng cho đến nhiều năm sức chịu đựng các áp lực nội tâm giảm đi nhiều đến mức người này thực tế là tìm chỗ "tránh hằng ngày" ở rượu. Vì người này không hay say nên việc uống rượu không gây ra nghi ngờ ở ngay chính người này và ở những người chung quanh. Sức chịu đựng được rượu tăng theo thời gian. Người nghiện rượu bắt đầu có một "nhu cầu ngày càng tăng". Sau nhiều tháng hay nhiều năm tiếp theo đó, trạng thái chuyển từ uống thỉnh thoảng sang "uống liên tục để được nhẹ nhõm cất gánh nặng" và ngày càng cần dùng nhiều rượu hơn cho cùng một tác dụng không đổi.

#### Giai đoạn tiền nghiện
Trong giai đoạn tiền nghiện (prodromal), nghiện được biểu hiện qua những lỗ hổng ký ức hay chứng quên (amnesia) xuất hiện đột ngột mà không cần phải có dấu hiệu say rượu. Người nghiện rượu có thể nói chuyện và làm việc nhưng qua ngày hôm sau thật sự là không có thể nhớ lại được nữa. Bia, rượu vang hay rượu mạnh không còn là thức uống nữa mà trở thành "thuốc" hết sức cần thiết. Người nghiện rượu dần dần nhận thức được là mình uống rượu khác với những người khác, bắt đầu cảm thấy xấu hổ và sợ sự phê bình của những người khác. Người này uống lén lút trong những dịp giao tiếp xã hội và cất dấu một lượng lớn rượu để dự trữ. Người nghiện rượu lúc nào cũng nghĩ đến rượu. Vì ngày càng phụ thuộc nhiều hơn nên cách uống "thèm khát" bắt đầu xuất hiện, dốc hết cả ly hay nhiều ly đầu tiên. Người nghiện rượu cảm thấy có điều gì không đúng và bắt đầu có cảm giác có lỗi và xấu hổ vì cách uống rượu của mình. Người này tránh các ám chỉ về rượu và cách uống rượu trong khi nói chuyện.
Lượng rượu uống ở thời điểm này đã là rất nhiều nhưng chưa được chú ý đến vì chưa dẫn đến say sưa thấy rõ. Giai đoạn này kết thúc với những lỗ hổng ký ức ngày một nhiều. Khả năng làm việc của cơ thể và sức đề kháng giảm dần, thường bị các bệnh cảm lạnh và rối loạn lưu thông máu nhiều hơn.

#### Giai đoạn nguy kịch
Nghiện rượu bắt đầu với giai đoạn nguy kịch. Người nghiện rượu mất khả năng tự chủ. Ngay sau khi uống một lượng rượu nhỏ là xuất hiện một đòi hỏi mãnh liệt muốn uống nhiều hơn nữa và chỉ chấm dứt khi người nghiện rượu quá say hay quá bệnh để có thể uống tiếp tục. Một phần tự chủ vẫn còn sót lại. Người nghiện rượu tìm cách làm chủ bản thân, hứa sẽ không uống nữa và cũng tìm cách giữ sự tự kiềm chế này nhưng lại thất bại liên tục. Người này tìm cách biện hộ cho việc uống rượu. Mỗi một lần thất bại trong việc tự chủ đều có một lý do chính đáng từ bên ngoài.
Các cố gắng giải thích cho thái độ của chính mình rất là quan trọng đối với người nghiện rượu vì ngoài rượu ra người này không biết đến các biện pháp giải quyết khác cho những vấn đề của bản thân. Các lý luận giải thích được mở rộng trở thành cả một hệ thống giải thích cho tất cả cuộc sống của người nghiện rượu. Người nghiện rượu dùng hệ thống này để chống lại những áp lực xã hội. Từ những thay đổi về tính cách mà các xung đột với bạn bè, gia đình và trong nghề nghiệp xuất hiện ngày càng nhiều. Người nghiện rượu bù trừ lại cho cảm nhận giá trị của bản thân ngày càng giảm đi bằng cách biểu lộ một sự tự tin quá mức.
Hệ thống giải thích và các xung đột ngày càng cô lập người bệnh. Nhưng người này không tìm lỗi lầm ở chính mình mà là ở những người khác và bắt đầu có một thái độ hung hãn (aggressive). Để phản ứng lại áp lực xã hội, người bệnh có những thời kỳ hoàn toàn không uống rượu. Người bệnh tìm một phương pháp khác để kiểm soát việc uống rượu, thay đổi cách uống và đưa ra quy định (chỉ uống một loại rượu nhất định ở một chỗ nhất định vào một thời gian nhất định). Để đối phó lại với sự không thông cảm của những người chung quanh cho chứng bệnh của mình, người bệnh ngày càng tự cô lập đối với xã hội. Người bệnh xa lánh bạn bè hay thay đổi chỗ làm. Người nghiện rượu không quan tâm đến mọi người chung quanh nữa, thu xếp các hoạt động theo việc uống rượu và bắt đầu phát triển tính tự thương hại lấy chính mình. Sự cô lập xã hội và các lúng túng trong nói dối cũng như trong giải thích trở thành không thể chịu đựng được nữa. Người nghiện rượu trốn tránh bằng cách trầm tư suy nghĩ hay thay đổi chỗ ở.
Cuộc sống gia đình bắt đầu thay đổi. Gia đình của người nghiện rượu, thường là còn che đậy người nghiện, tự cô lập đối với xã hội hay hoàn toàn ngược lại trốn tránh cảnh sống gia đình bằng nhiều hoạt động bên ngoài. Người nghiện rượu phản ứng bằng sự miễn cưỡng không có lý do. Khi thiếu rượu người này tìm đủ mọi cách để có rượu, bảo vệ các "kho dự trữ" bằng cách dấu rượu ở những nơi không bình thường. Các hậu quả cho cơ thể bắt đầu xuất hiện như run tay, đổ mồ hôi và rối loạn tình dục (liệt dương). Các hậu quả này lại càng trầm trọng thêm do sao lãng vấn đề ăn uống. Người bệnh bắt đầu uống rượu từ buổi sáng, say sưa hằng ngày trở thành thông lệ.

#### Giai đoạn mãn tính
Giai đoạn mãn tính chỉ chấm dứt với sự phá hủy con người. Người nghiện rượu xuống dốc về mặt đạo đức, các cơn say sưa ngày càng dài hơn. Ở một số người xuất hiện các chứng rối loạn tâm thần vì rượu như bệnh tâm thần phân liệt. Người nghiện rượu uống với những người dưới mức của mình nhiều. Trong trường hợp không có các loại đồ uống có chứa cồn người này cũng uống cả những loại rượu đã bị làm biến tính như cồn để đốt. Đáng chú ý là khả năng chịu đựng rượu giảm đi. Trạng thái sợ hãi hay run rẩy không xác định xuất hiện. Người nghiện rượu phản ứng lại các triệu chứng thiếu rượu bằng cách uống như bị ám ảnh. Ở nhiều người nghiện rượu còn hình thành nhiều điều mơ ước về tôn giáo không xác định. Các cố gắng để giải thích yếu đi và đến một thời điểm nào đó thì hệ thống giải thích ngừng hoạt động. Người nghiện rượu chấp nhận sự thất bại và hoàn toàn sụp đổ, đã có không ít người bỏ bê công việc không chịu lam.
Khi tiếp tục uống rượu các chứng rối loạn thần kinh xuất hiện như ảo giác, nghe thấy tiếng người nói, sợ hãi hay mất phương hướng. Hậu quả nghiêm trọng nhất là chứng Delirium tremens nguy hiểm đến tính mạng, có thể xuất hiện khi bỏ rượu đột ngột. Ở thời điểm này bệnh tâm thần phân liệt hay động kinh đã rõ rệt. Trong giai đoạn cuối này người nghiện rượu mới sẵn sàng nhận sự giúp đỡ. Việc chuyển vào một bệnh viện chuyên môn là một việc có thể cứu sống tính mạng của người này và cũng là một khởi đầu cho việc điều trị cai nghiện. Tỷ lệ thành công rất nhỏ và các biện pháp chữa trị lâu dài nhiều lần lại thường là thông lệ.

### Biểu hiện
Cũng xuất phát từ Jellinek là cách phân loại thông dụng của các biểu hiện chứng nghiện rượu:
- Típ alpha: Người này uống rượu để giải quyết các căng thẳng nội tâm và mâu thuẫn. Lượng rượu tùy thuộc vào từng tình huống stress. Đặc biệt nguy hiểm là sự lệ thuộc tâm lý vào rượu vì sự lệ thuộc của cơ thể vào rượu chưa xảy ra. Típ người này không nghiện rượu nhưng có nguy cơ nghiện.
- Típ beta: Người này uống một lượng lớn trong các buổi giao tiếp xã hội nhưng vẫn bình thường về mặt xã hội cũng như tâm thần. Người thuộc típ beta có lối sống gần rượu. Do thường uống rượu nên chịu nhiều hậu quả cho sức khỏe, tuy vậy những người này không bị lệ thuộc cả về cơ thể lẫn tâm thần nhưng có nguy cơ nghiện.
- Típ gamma: Người thuộc típ này có những thời kỳ không uống rượu xen kẽ với những giai đoạn uống thật say sưa. Đặc trưng là mất sự tự chủ: Người này không thể ngưng không uống nữa, ngay cả khi đã có cảm giác là đã đủ rồi. Mặc dù là người này cảm thấy an toàn vì có khả năng không uống rượu một thời gian nhưng thật ra là đã nghiện rượu.
- Típ delta không gây sự chú ý của xã hội trong một thời gian dài vì rất ít khi nhận thấy được người này say rượu. Mặc dù vậy đã có một sự lệ thuộc của cơ thể mạnh đến nổi phải uống rượu liên tục để tránh các triệu chứng của sự thiếu rượu. Xuất hiện nhiều tác hại lên cơ thể là hậu quả của việc liên tục uống rượu. Người uống rượu típ delta không thể kiêng rượu và đã nghiện rượu.
- Típ epsilon có những chu kỳ với những lúc uống thật nhiều rượu và mất tự chủ có thể kéo dài nhiều ngày hay nhiều tuần. Giữa những giai đoạn này người thuộc típ epsilon có thể hằng tháng không uống rượu. Típ epsilon thuộc về những người nghiện rượu.

### Di chứng
Các bệnh hậu quả của chứng nghiện rượu là xơ gan, giãn tĩnh mạch thực quản, chảy máu dạ dày, viêm tuyến tụy, động kinh, ung thư thực quản, viêm cơ tiêm, viêm cơ, yếu đề kháng cộng với nhiều khả năng nhiễm bệnh viêm phổi và lao, các bệnh thần kinh và rối loạn chức năng não như hội chứng Korsakoff.
Ở trạng thái những người nghiện rượu thường phải chịu đựng cảnh cơ thể suy nhược nói chung vì những bệnh này cũng như cảnh bị cô lập trong xã hội (mất bạn bè, gia đình, việc làm).
Chứng nghiện rượu ngoài ra còn ảnh hưởng đến toàn gia đình. Việc dùng vũ lực đối với người chung sống hay con cái có thể là áp lực rất lớn lên cuộc sống gia đình. Thường hay dẫn đến ly dị hoặc chia tay. Con cái của những người nghiện rượu sau này thường hay có những kiểu cách hành vi nhất định và đặc biệt là có nhiều hiểm nguy trở thành nghiện hay gắn bó với một người nghiện rượu.

## Điều trị

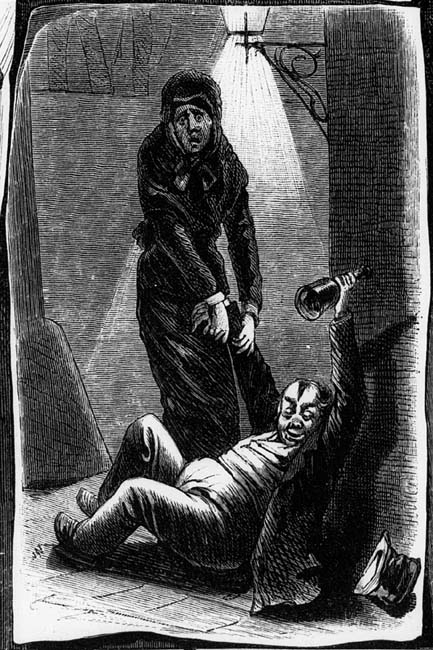
Hình vẽ kẻ nghiện rượu

Rượu phải được từ bỏ một cách đột ngột trong lúc điều trị cai rượu. Vì trong lúc này có thể xuất hiện những phản ứng rất mạnh hoặc nguy hiểm đến tính mạng nên người bệnh cần được điều trị trong bệnh viện. Thời gian điều trị trong bệnh viện kéo dài 8-14 ngày. Trong thời gian này thường xuất hiện những triệu chứng như buồn nôn, bị xúc động, rối loạn trong giấc ngủ, bực tức và trầm uất. Nếu như cơ thể đã bị lệ thuộc nhiều vào rượu thì thêm vào đó là run rẩy (nhất là hai tay) và trong những trường hợp rất nặng là co giật và ảo giác (Delirium tremens).
Để người nghiện rượu có thể bỏ rượu được lâu dài nên cần đến sự giúp đỡ chuyên môn về tâm lý. Có thể điều trị tâm lý hoặc là trong một nhà điều dưỡng hoặc là ngoại trú.
Từ nhiều năm nay các nhóm tự giúp đỡ cũng rất là hữu ích. Tại đây những người đã từng nghiện rượu gặp gỡ nhau thường kỳ để trao đổi về vấn đề chung của họ. Các nhóm tự giúp đỡ có tác động trợ giúp cho việc điều trị đi đến thành công rất nhiều, trong một số trường hợp có thể xem đó là một sự lựa chọn khác cho các điều trị cổ điển. Nhưng điều này chỉ có thể có khi người bệnh có được chỗ dựa đúng mức từ gia đình và bạn bè.
Việc điều trị có thành công hay không thường phụ thuộc vào sức mạnh ý chí của người bệnh nhiều hơn là vào cách thức và thời gian điều trị. Mặc dù vậy, chữa trị chứng nghiện rượu càng sớm thì triển vọng thành công càng nhiều. Nếu bệnh nhân đã nhìn nhận được và có lòng mong muốn cai rượu cao độ thì cơ hội bỏ được rượu rất tốt. Dù sao thì cũng khoảng 50% bệnh nhân cai được rượu lâu dài.
Trong trường hợp lại uống rượu trở lại thì không thể bỏ qua được các biện pháp cai rượu và điều trị tâm lý sau đó. Nhiều bệnh nhân chỉ cai được rượu một cách ổn định lâu dài sau nhiều lần điều trị. Bệnh nhân có thể lại uống rượu trở lại sau nhiều năm hay ngay cả sau nhiều thập niên, tức là không có sự lành bệnh theo đúng nghĩa của nó. Bệnh chỉ được làm dừng lại bằng cách cai nghiện nhưng không được chữa trị lành hẳn.